# تشانغ (فلم)
تشانغ: دراما البريّة هو فيلمٌ صامتٌ تم إنتاجه في الولايات المتحدة وصدر في سنة 1927. الفيلم يحكي قصة مزارعٍ فقيرٍ في آيسان (شمال شرق تايلاند) ونضاله اليومي من أجل البقاء في الغابة. الفيلم من إخراج ميرين كوبر وإرنست بي. شودساك وكتابة أكمد عبد الله. من بطولة كرو وناه وتشانتواي. وقامت شركة باراماونت بيكتشرز بتوزيعه.

## الميزانية
بلغت تكلفة إنتاج الفيلم حوالي 60 دولار في ذلك الوقت.

## الجوائز
رُشّح الفيلم لنيل جائزة الأوسكار للإنتاج الفريد والإبداعي في الحفل الأول لجائزة الأكاديمية سنة 1929. وكانت هذه السنة هي الوحيدة التي وُزعت فيها تلك الجائزة.

## وصلات خارجية
- مقالات تستعمل روابط فنية بلا صلة مع ويكي بيانات